# Pessótxnoie
Pessótxnoie (en rus: Песочное) és un poble de l'óblast d'Oriol, a Rússia, segons el cens del 2010 tenia 93 habitants. Pertany al districte municipal de Verkhóvie.